# Jonathan Sweet
Jonathan Sweet (ur. 21 sierpnia 1973 r.) – australijski narciarz, specjalista narciarstwa dowolnego. Najlepszy wynik na mistrzostwach świata osiągnął podczas mistrzostw w Iizuna, gdzie zajął 15. miejsce w skokach akrobatycznych. Startował w tej samej konkurencji na igrzyskach olimpijskich w Nagano, ale nie ukończył zawodów. Najlepsze wyniki w Pucharze Świata osiągnął w sezonie 1995/1996, kiedy to zajął 33. miejsce w klasyfikacji generalnej.

## Sukcesy

### Igrzyska olimpijskie
| Miejsce | Dzień     | Rok  | Miejscowość | Konkurencja        | Zwycięzca     |
| ------- | --------- | ---- | ----------- | ------------------ | ------------- |
| DNF     | 18 lutego | 1998 | Nagano      | Skoki akrobatyczne | Eric Bergoust |

### Mistrzostwa Świata
| Miejsce | Dzień     | Rok  | Miejscowość | Konkurencja        | Zwycięzca         |
| ------- | --------- | ---- | ----------- | ------------------ | ----------------- |
| 19.     | 19 lutego | 1995 | La Clusaz   | Skoki akrobatyczne | Trace Worthington |
| 15.     | 9 lutego  | 1997 | Iizuna      | Skoki akrobatyczne | Nicolas Fontaine  |

### Puchar Świata

#### Miejsca w klasyfikacji generalnej
- 1993/1994 – 127.
- 1994/1995 – 63.
- 1995/1996 – 33.
- 1996/1997 – 44.
- 1997/1998 – 36.

#### Miejsca na podium
1. Hundfjället – 10 marca 1995 (Skoki akrobatyczne) – 3. miejsce
2. Tignes – 9 grudnia 1995 (Skoki akrobatyczne) – 3. miejsce
3. Whistler Blackcomb – 25 stycznia 1998 (Skoki akrobatyczne) – 3. miejsce

- W sumie 3 trzecia miejsca.